# Rosnówko (województwo wielkopolskie)
Rosnówko – wieś w Polsce położona w województwie wielkopolskim, w powiecie poznańskim, w gminie Komorniki, nad jeziorem Rosnowskim Dużym i jeziorem Ług. Leży na Pojezierzu Wielkopolskim w aglomeracji Poznańskiej.
Rosnówko jest miejscowością sołecką, do której należą: Walerianowo i Jarosławiec.

## Historia
Wieś szlachecka położona była w 1580 roku w powiecie poznańskim województwa poznańskiego. W latach 1975–1998 miejscowość położona była w województwie poznańskim.

## Transport
Przez Rosnówko przebiega droga krajowa nr 5. 
W miejscowości znajduje się przystanek kolejowy Trzebaw Rosnówko (dawniej niem. Rosenhagen w latach 1939-1941 i Trebau w latach 1942-1945) na linii 357 Luboń/k Poznania - Powodowo (dawniej linia biegła do Sulechowa). Obecnie na przystanku zatrzymują się pociągi poznańskiej kolei metropolitalnej linii PKM3 (Grodzisk Wielkopolski - Wągrowiec) obsługiwane przez Koleje Wielkopolskie. W rozkładzie jazdy 2019/2020 pociągi kursowały do stacji: Wolsztyn, Grodzisk Wielkopolski, Poznań Główny, Wągrowiec i Gołańcz.
We wsi znajduje się 5 przystanków autobusowych (Rosnówko/Stawnego, Rosnówko/PKM, Rosnówko/Dworcowa, Rosnówko/Dom Kultury, Rosnówko/Wichrowa) obsługiwanych przez 2 linie: 705 (Górczyn - Konarzewa/Pętla) oraz 707 (Górczyn - Rosnówko/PKM) organizowanych przez ZTM Poznań.

## Turystyka
Przez Rosnówko przebiega  szlak turystyczny Stęszew - Szreniawa, a przy przystanku kolejowym Trzebaw Rosnówko ma początek  szlak turystyczny Trzebaw Rosnówko – Dymaczewo Stare
Miejscowości leży w otulinie Wielkopolskiego Parku Narodowego. 

## Ważniejsze obiekty
- kościół pw. Matki Boskiej Częstochowskiej
- Dom Kultury "Klub"
- przedszkole Samorządowe (dawniej Szkoła Podstawowa im. Jana Brzechwy)
- grób nieznanego żołnierza radzieckiego
- przystanek kolejowy Trzebaw-Rosnówko
- pozostałość dawnego cmentarza ewangelickiego
- plaża oraz plac zabaw

## Galeria

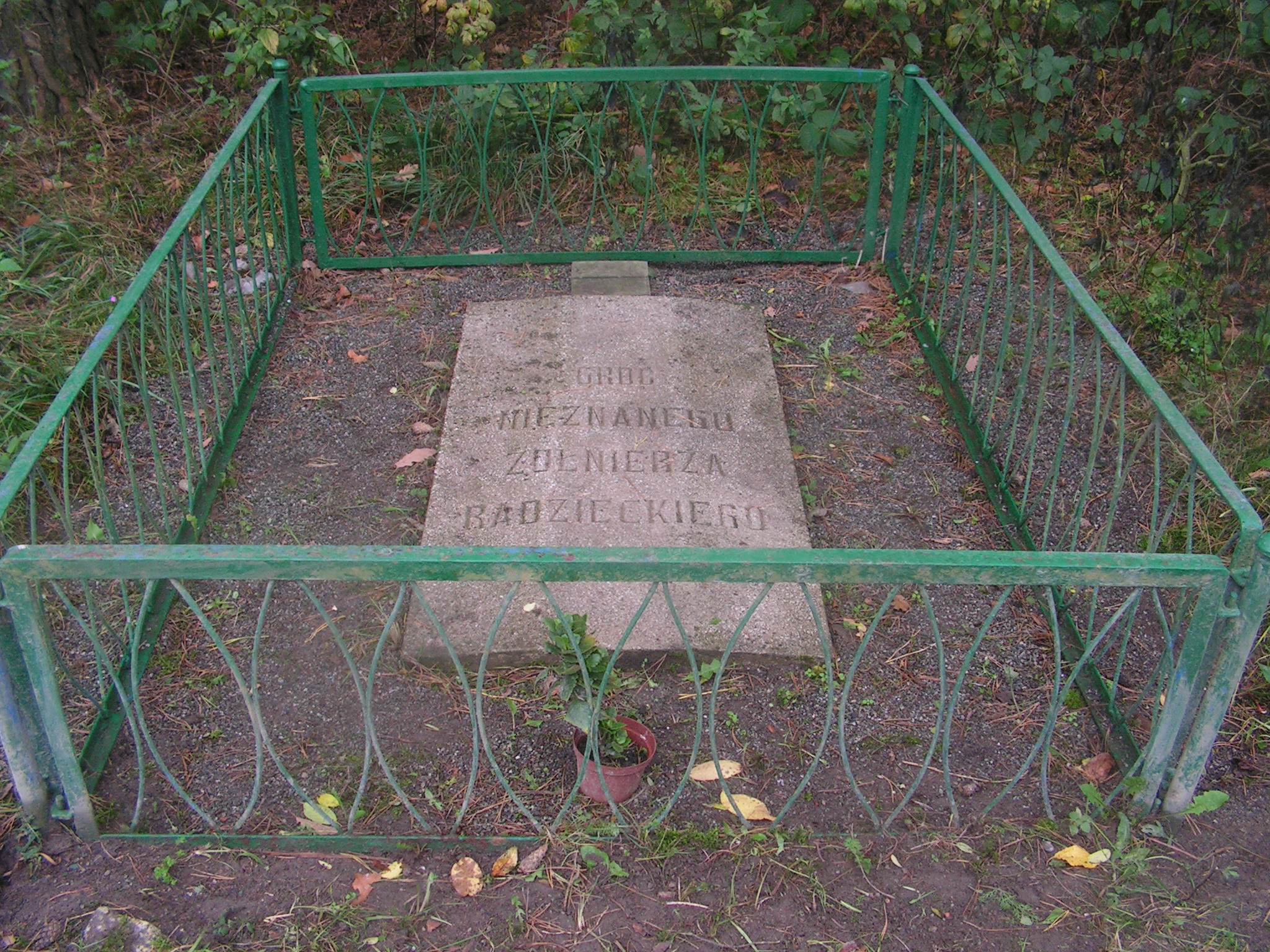
Grób nieznanego żołnierza radzieckiego w Rosnówku
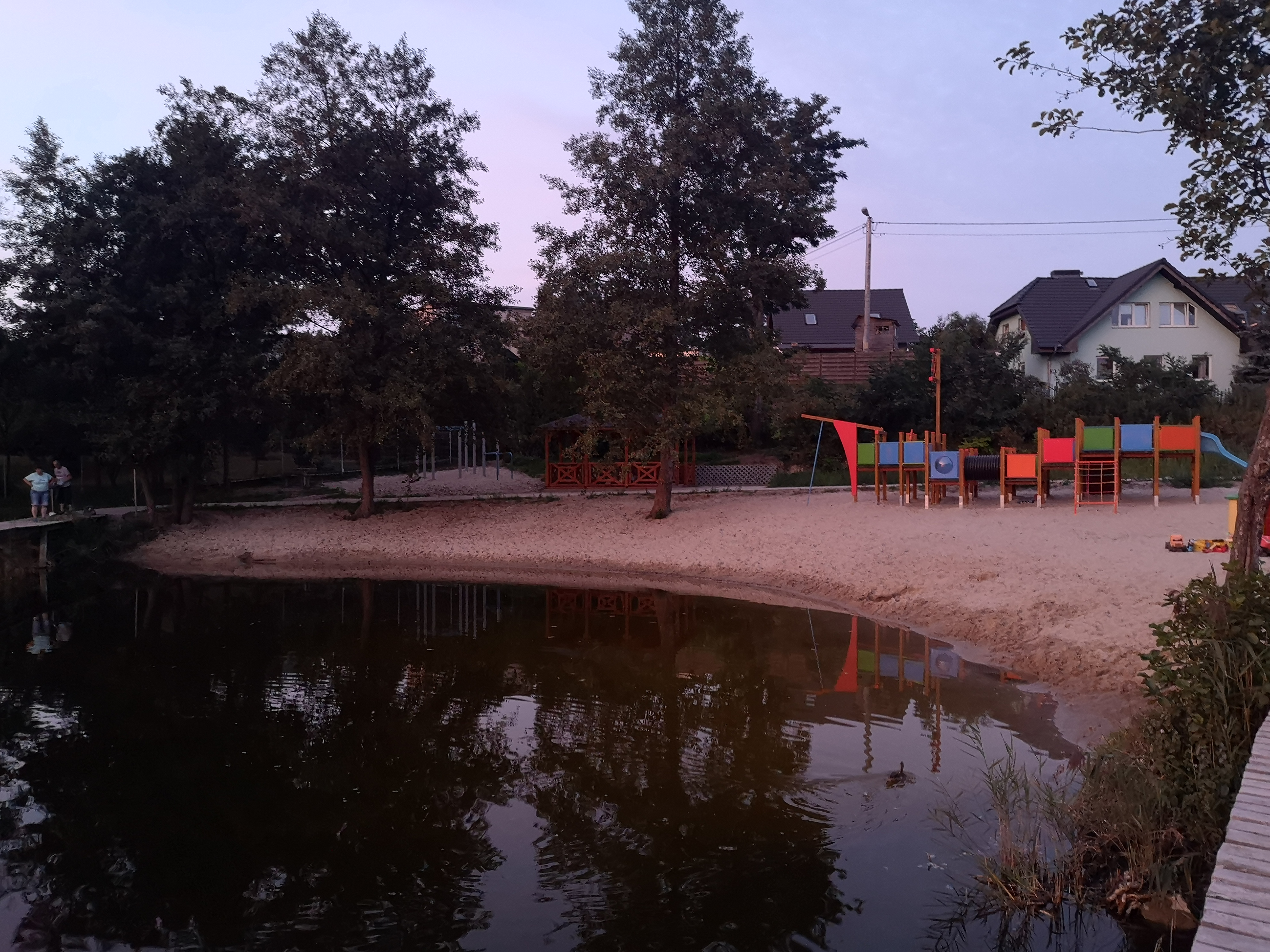
Plaża i plac zabaw w Rosnówku
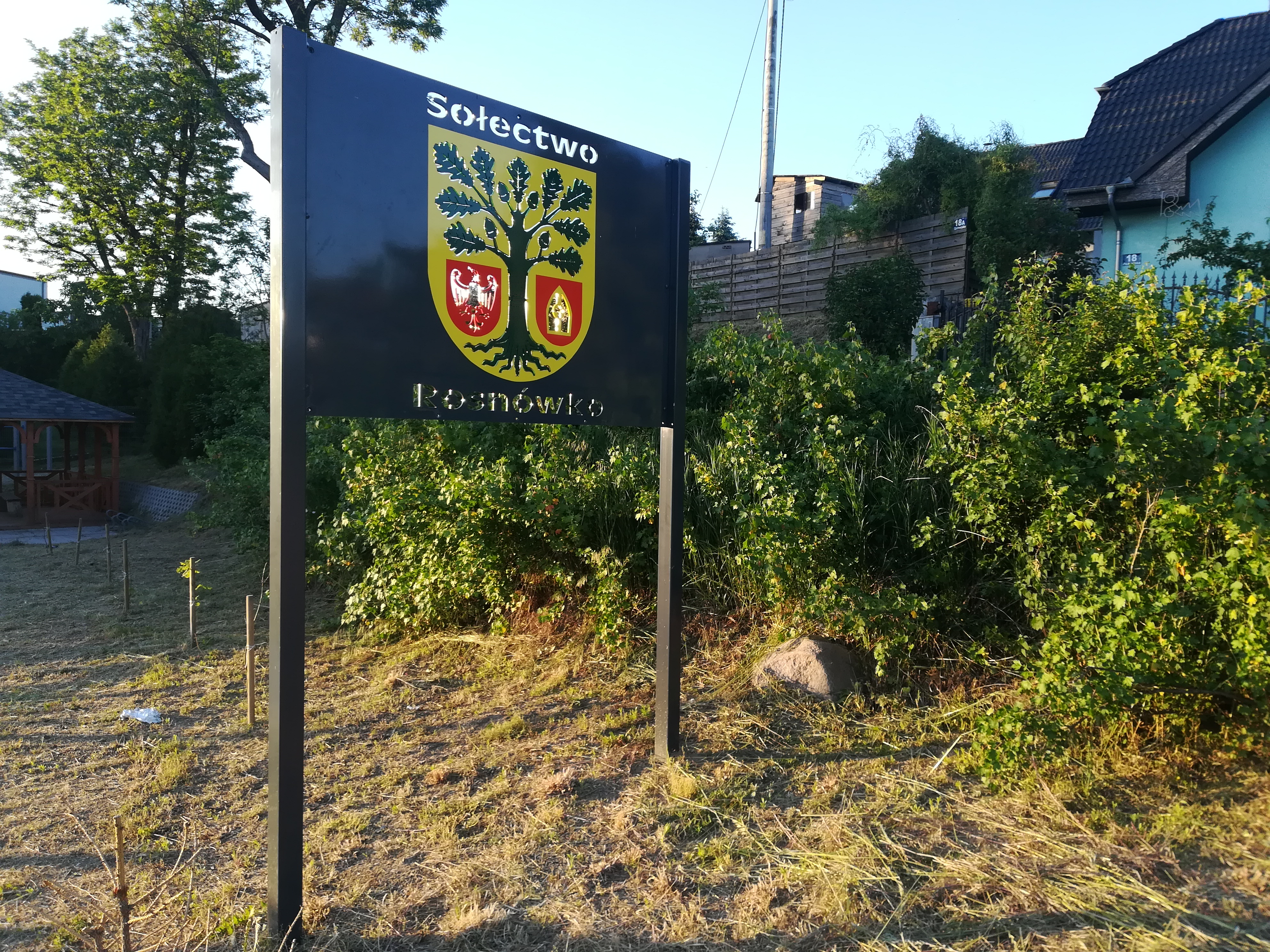
Herb gminy przy plaży w Rosnówku